# سیارک ۷۱۰۴
سیارک ۷۱۰۴ (به انگلیسی: 7104 Manyousyu، نامگذاری:1977DU) هفت هزار و صد و چهارمین سیارک کشف شده‌است که در ۱۸ فوریه ۱۹۷۷ کشف شد.
قدر مطلق سیارک برابر ۱۳٫۵۰ است.